# Sacriporto
Sacriporto (nota anche come Pantano) è una frazione del comune italiano di Segni, nella città metropolitana di Roma Capitale, Lazio.

## Geografia fisica

### Territorio
La frazione si trova nella Valle del Sacco. Confina con il comune di Colleferro ad ovest e si trova al nord del principale nucleo abitato di Segni tra i monti Lepini.

### Clima
- Classificazione climatica: zona E, 2331 GR/G

## Storia
Nell'area sono presenti alcune rovine di terme romane, dimostrando che questa zona era già abitata in antichità. Inoltre qui, nell'82 a.C., ebbe luogo la battaglia di Sacriporto, battaglia molto significativa nell'ambito della Guerra civile romana (83-82 a.C.).

## Monumenti e luoghi d'interesse

### Complesso termale Romano di Colle Noce

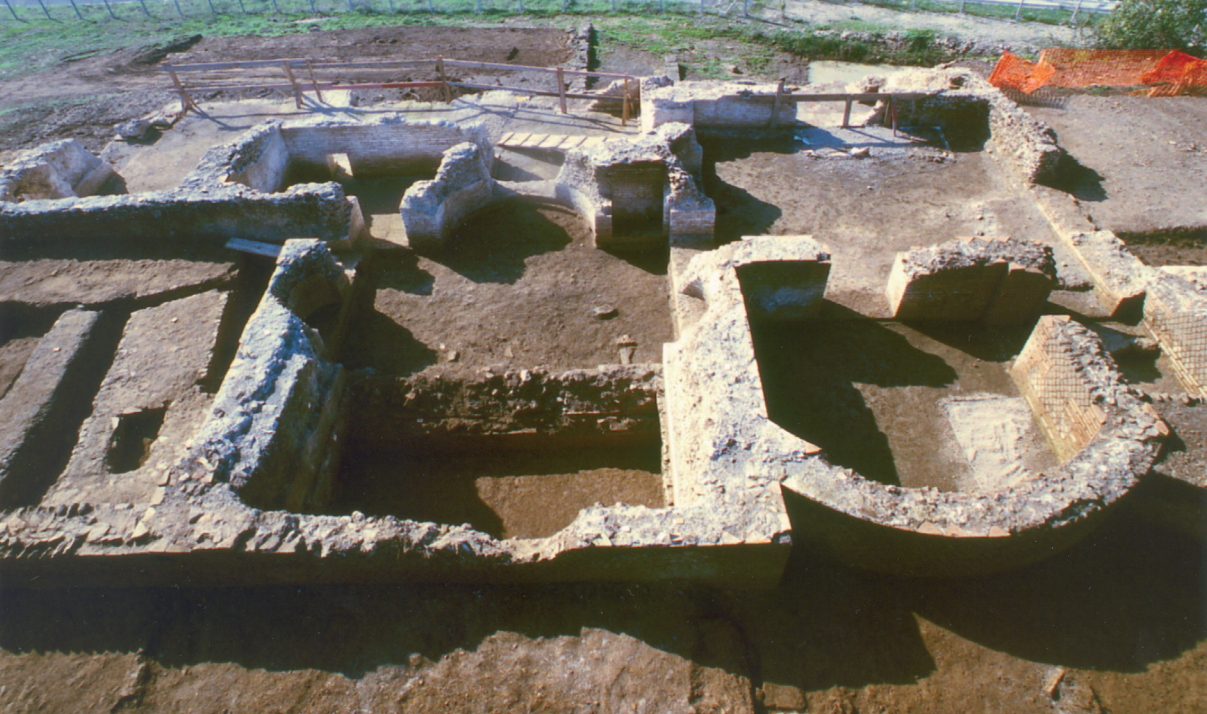
Il complesso termale.

Il complesso fu trovato durante la costruzione della ferrovia AV Roma-Napoli. I primi scavi cominciarono nel 1998-1999, e continuarono poi nel 2001. Il complesso è costituito da due ampie terrazze, occupate da enormi vasche rettangolari.

### Abbazia di Rossilli

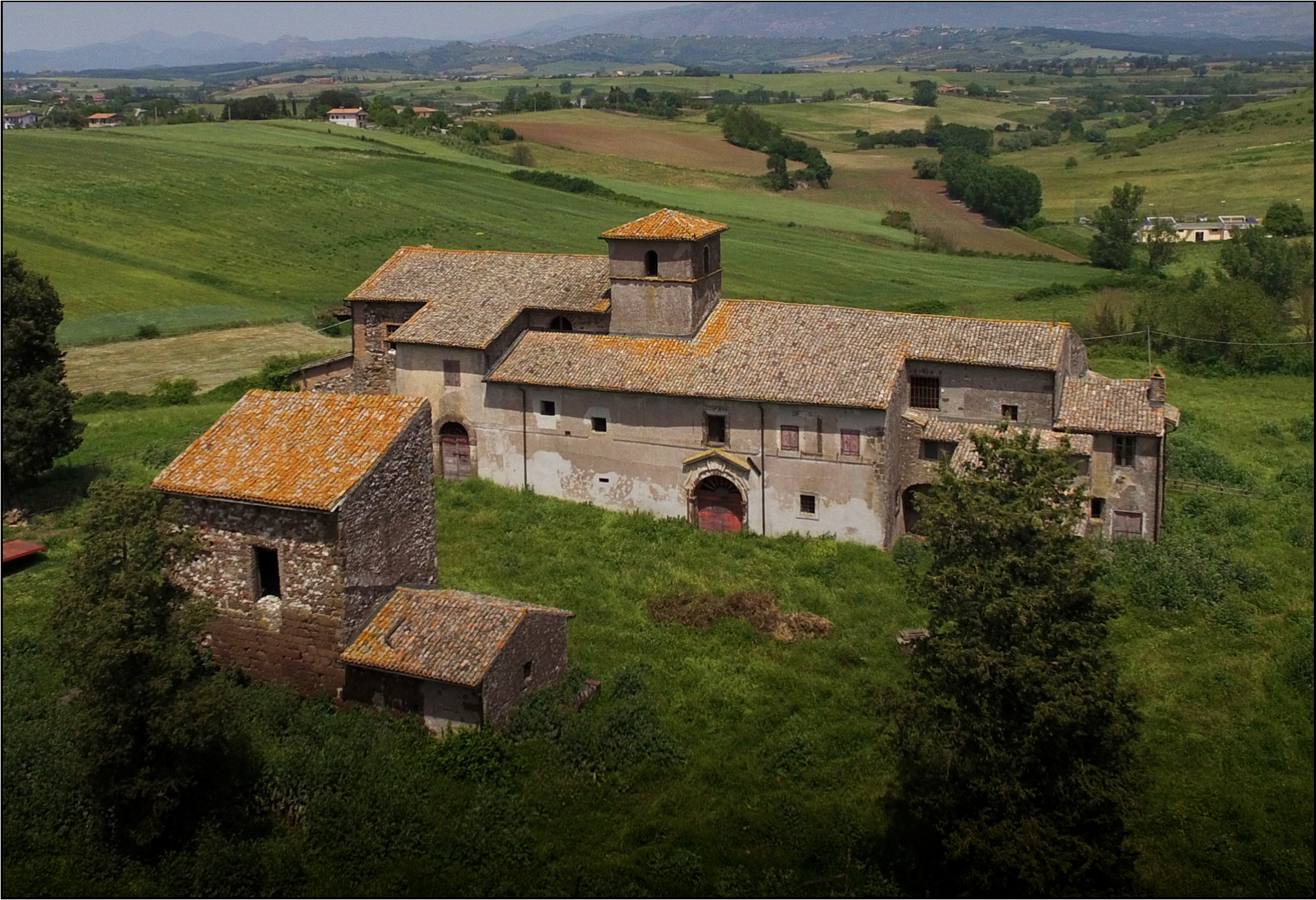
L'abbazia di Rossilli.

Fu eretta sulle rovine di un’antica villa romana dai dei monaci dell’ordine di S. Benedetto e l'abbazia risultò essere molto importante per la storia religiosa del territorio. Alla fine del 1200, il monastero fu ristrutturato e riorganizzato. L'abbazia è chiusa al culto da parecchi anni, nonostante le opere per il ripristino e la messa in sicurezza, che, ad oggi, non hanno portato a nulla; rischiando di scomparire dalla tradizione e dalla memoria storica il santuario. 

## Società

### Evoluzione demografica
Non è disponibile un censimento sulla popolazione nella frazione.

### Lingue e dialetti
Il comune di Segni è all'interno dell'area linguistica laziale centro-settentrionale.

## Cultura

### Istruzione

#### Scuole
- Scuola Primaria Pantano.
- Asilo Nido Privato Coccogrillo

## Infrastrutture e trasporti

### Strade
- Autostrada A1 Milano-Napoli nel tratto Roma-Napoli, casello di Colleferro
- Strade regionali:
  - Casilina (SR 6), ex strada statale 6 Casilina", attraversa la frazione nella zona nord, oltrepassata la ferrovia Roma-Cassino-Napoli
  - Carpinetana (SR 609), ex strada statale 609 Carpinetana
- Strade provinciali:
  - "Latina Vecchia", conosciuta anche con il nome urbano di "via Consolare Latina", che collega Colleferro alla stazione ferroviaria di Anagni-Fiuggi;

### Ferrovie
|  | È raggiungibile dalla stazione di Colleferro-Segni-Paliano. |

### Mobilità urbana
- È presente un servizio di trasporto pubblico locale del comune fornito da Autoservizi Colella per arrivare a Segni.[3]